# Wenshan (Taipeh)
Wenshan (chinesisch 文山區, Pinyin Wénshān Qū, Pe̍h-ōe-jī Bûn-san Khu) ist der südlichste Bezirk der taiwanischen Hauptstadt Taipeh.

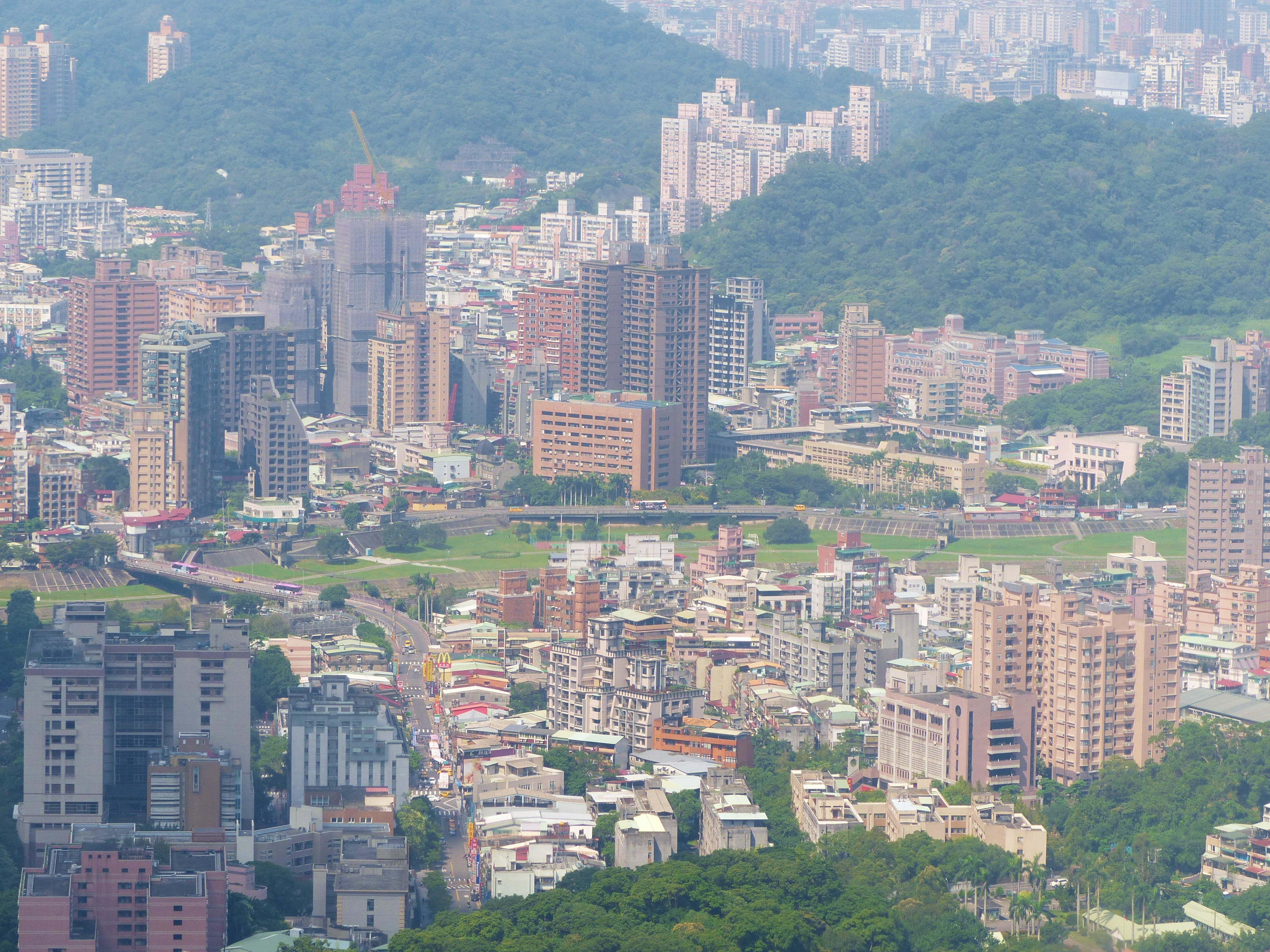
Blick von der Maokong-Gondel auf Wenshan

## Lage
Als südlichster Bezirk Taipehs grenzt Wenshan im Westen, Süden und Osten an die Stadt Neu-Taipeh sowie im Norden an die Nachbarbezirke Zhongzheng, Da’an, Xinyi und Nangang. Wenshan liegt südlich des Beckens von Taipeh, in dem sich die eigentliche Metropole befindet, und ist von Bergen und Hügeln umgeben. Der Bezirk ist an das U-Bahn-Netz von Taipeh angebunden.

## Geschichte und Bedeutung
Der Bezirk besteht aus den Orten Jingmei im Westen und Muzha im Osten, die 1968 als zuvor eigenständige Gemeinden nach Taipeh eingemeindet wurden. Im Jahr 1990 wurden sie zum heutigen Bezirk Wenshan zusammengeschlossen. In der Gegend von Jingmei und Muzha wurde früher hauptsächlich Landwirtschaft betrieben, während die umliegenden Höhen vor allem seit der Zeit der japanischen Kolonialzeit zu einem bedeutenden Teeanbaugebiet wurden. In jüngerer Zeit wurden in Wenshan Wohnkomplexe in gehobener Preislage errichtet, die wegen der verhältnismäßig grünen Umgebung begehrt sind.
In Wenshan-Muzha befinden sich der weitflächige Campus der Chengchi-Nationaluniversität und der Zoo Taipeh, eins der beliebtesten Ausflugsziele im Großraum Taipeh. Vom Zoo aus führt eine Gondelbahn zu dem auf einer Anhöhe gelegenen Dorf Maokong, das als Ort der Teekultur und aufgrund der schönen Sicht auf Taipeh ebenfalls ein populäres Ausflugsziel ist.
Wenshan beherbergt den Amtssitz des Bürgermeisters von Taipeh.